# John Gordon Lorimer
Pour les articles homonymes, voir Lorimer.
John Gordon Lorimer, né le 14 juin 1870 à Glasgow (Écosse) et mort le 8 février 1914 à Bouchehr (Iran), est un diplomate, historien et administrateur colonial britannique. Au service du Raj britannique au Pendjab et dans la province frontalière du Nord-Ouest, il a ensuite servi dans la région du Golfe en tant que résident politique britannique. Il est surtout connu pour son ouvrage Gazetteer of the Persian Gulf, Oman and Central Arabia.

## Biographie

### Enfance et études
John Gordon Lorimer naît en 1870 à Glasgow. Fils d'Isabella Robertson et de Robert Lorimer, ministre de l'Église libre d'Écosse, Lorimer fréquente le lycée de Dundee ainsi que l'université d'Édimbourg.

### Carrière
Lorimer suit une formation à Christ Church pour la fonction publique indienne. Il est d'abord affecté au Pendjab puis à la province frontalière du Nord-Ouest,. Passionné par les langues, il écrit un ouvrage sur la grammaire du pachto waziri en 1902. 
En 1903, il est chargé par le Raj britannique de rédiger un manuel destiné aux diplomates et agents britanniques situés dans la région du golfe Persique. Ce dernier, intitulé Gazetteer of the Persian Gulf, Oman and Central Arabia est réparti en deux volumes de 5 000 pages. Cet ouvrage fait l'objet d'ajouts complémentaires postérieurs : l'un en 1908, portant sur la partie géographie de l'ouvrage, et un autre en 1915, portant sur la partie histoire. En raison du caractère secret de ce document, ce dernier n'a pas été mentionné dans les nécrologies de Lorimer. Il n'est connu qu'en 1955, lorsque l'ouvrage est déclassifié,.

### Mort
Le 8 février 1914, Lorimer est retrouvé mort d'une auto-blessure par balles.